# Сынни (автомобильный завод)
Объединённое автомобильное предприятие «Сынни» (кор. 승리자동차종합기업소) — автомобильный завод площадью 600 тыс. м² в городе Токчхон провинции Пхёнан-Намдо, КНДР. Был самым мощным предприятием северокорейской автомобильной промышленности, до того как его объёмы производства были превзойдены заводом компании «Пхёнхва чадончха». Завод производит легковые автомобили, лёгкие, средние и тяжелые грузовики, а также строительные и внедорожные грузовые автомобили и автобусы. Все модели являются копиями или производными от автомобилей иностранных марок. Выпускаемые транспортные средства предназначены как правило для гражданского и коммерческого использования. Чиновники предпочитают зарубежные импортные автомобили, а вооруженные силы имеют собственные заводы.

## История

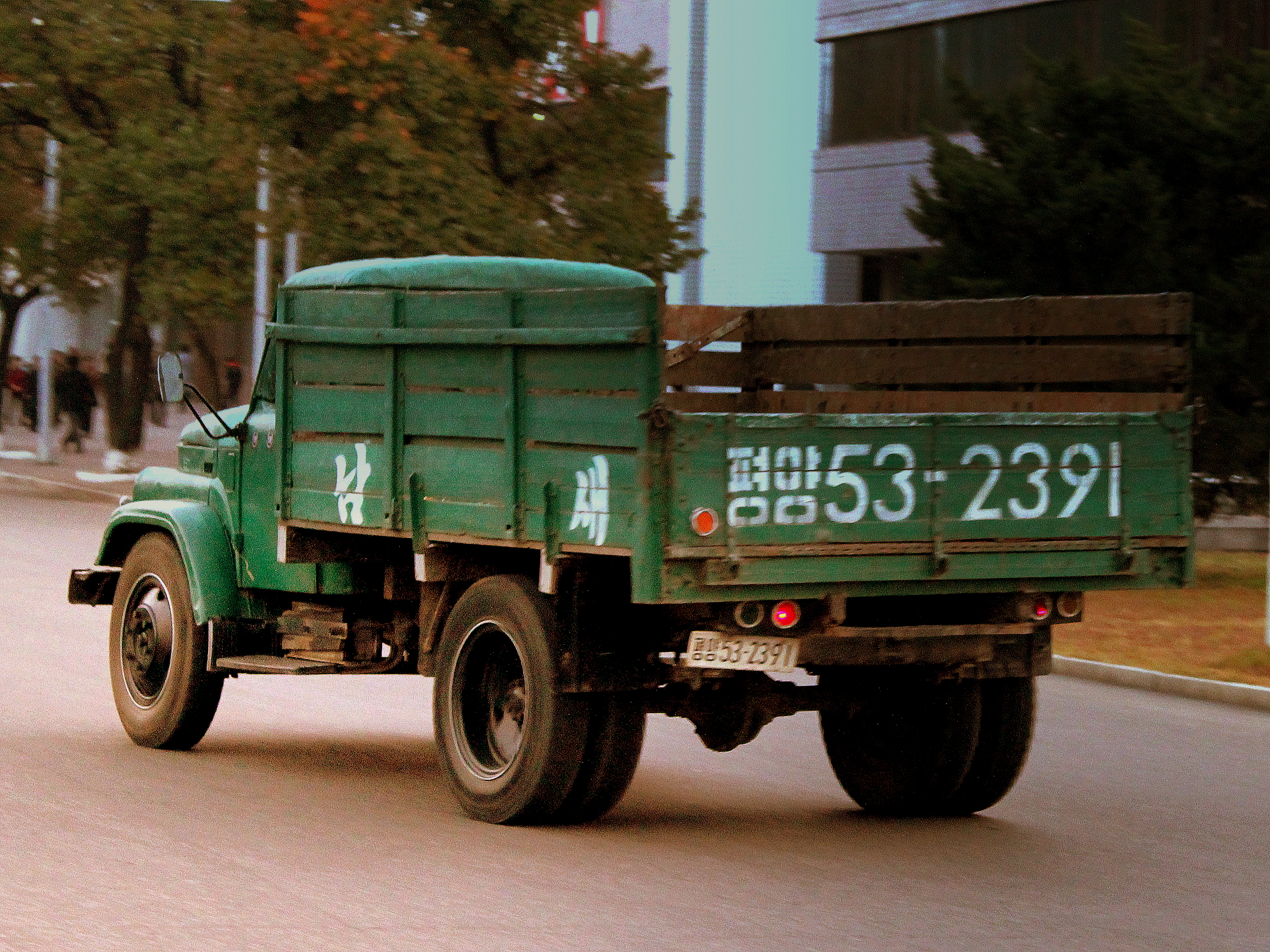
Грузовик «Сынни-58».

Автомобильный завод «Сынни» был основан в 1950 году как Токчхонский автомобильный завод (кор. 덕천자동차공장). В 1958 году он произвел свой первый автомобиль, грузовик «Сынни-58». В 1975 году завод был переименован в Объединённое автомобильное предприятие «Сынни» (кор. 승리 — «победа»). В 1980 году, годовой объём производства, согласно отчёту правительства составлял 20 000 единиц в год, однако на самом деле, скорее всего, от 6000 до 7000 единиц в год. В 1996 году производство было сокращено из-за экономических трудностей, до около 150 единиц продукции.
Самым новым автомобилем, произведенным на этом заводе является карьерный самосвал «Сынни ZR 5000», который приводится в движение W-образным 4-цилиндровым двигателем, мощность которого составляет 1000 л.с.

## Модели автомобилей
- «Ачхимкот» (кор. 아침꽃— «Цветок зари») — пятиместный седан, копия ГАЗ-М20 «Победа». Скорее всего один прототип.[3]
- «Кончхук» (кор. 건축— «строительство»)[1].
- «Чаджу» (кор. 자주— «независимость») — пятиместный легковой автомобиль[1]. Клон Фольксваген Пассат.
- «Пэктусан» (кор. 백두산) (он же «Пхеньян-4.10» и «Кэнсэн-88») — клоны Мерседес-Бенц W201 1987 года, роскошный легковой автомобиль[1].
- «Синтхэбэк» (кор. 신태백)[1].
- «Сынни-4.10» (кор. 승리-4.10) — северокорейская версия автомобиля повышенной проходимости ГАЗ-69 с новой изменённой передней частью.
- «Кэнсэн» (кор. 갱생 — «Возрождение») — модификация «Сынни-4.10» (северокорейская смесь ГАЗ-69 и Виллис) 1968 года, затем производство было перенесено на автомобильный завод «Пхёнсан»[1].
- «Сынни-4.25» (кор. 승리-4.25) — северокорейская версия ГАЗ-69 с кузовом пикап[1].

## Модели грузовиков
- «Кымсусан» (кор. 금수산) — 40-тонный строительный грузовик-самосвал 1979 года[1].
- «Сонён» — небольшой городской грузовик 1990-х годов.
- «Сынни-58» (кор. 승리 58호)[1] — клон советского грузовика ГАЗ-51, однако с более слабыми пружинами. Недостатком «Сынни-58» также является очень высокий расход топлива из-за грубо скопированного карбюратора ГАЗ-51, который использовался с 1961 года[4][5]. Его производство началось в 1958 году[6]. Поздние версии Sungri-58KA и Sungri-58NA (4х4) с новой кабиной появились в 1970-х годах.
- «Сынни-60/10.10») — большой грузовик 1960-х годов с колёсной формулой 6x6, он имеет грузоподъёмность десять тонн и используется в первую очередь для военных целей. Он был изображён на северокорейской почтовой марке 1961 года[7].
- «Сынни-61» — на основе грузовика ГАЗ-63. Модификация «Сынни-58» с колёсной формулой 4х4. Производство «Сынни-61» началось в 1961 году[7]. Позже появился «Сынни-61NA» с грузоподъёмностью, повышенной до 2 тонн и новой кабиной.
- «Сынни/Чаджу-64» — самосвал с колесной формулой 6х4 на основе КрАЗ-222 «Днепр»[8], имеет 10 тонн грузоподъёмности и 15-литровый V8-цилиндровый дизельный двигатель. Он был изображён на северокорейской почтовой марке 1965 года.[7] , выпускался с 1964 по 1982 год.
- «Сынни/Чаджу-82» — многоцелевой грузовик 1982 года с колесной формулой 4х2, имеет 10 тонн грузоподъёмности и 15-литровый V8-цилиндровый дизельный двигатель. Он был изображён на северокорейской почтовой марке 1988 года. Иногда называют «Чаджу»[9].
- «Сыннисан/Консоль-25» («Гора Победы/Строительство») — 25-тонный самосвал 1970 года. Он основан на конструкции грузовика БелАЗ[7]. Позднее выпускался на Заводе имени 30 марта.